# Mercado mayorista de mariscos de Huanan
El Mercado mayorista de mariscos de Huanan (en chino simplificado, 武汉华南海鲜批发市场; pinyin, Wǔhàn huánán hǎixiān pīfā shìchǎng) o simplemente como Mercado de mariscos de Huanan («Huanan» significa Sur de China), fue un mercado mojado de la ciudad china de Wuhan, en el este de la provincia de Hubei.
Estaba ubicado en el distrito urbano de Jianghan, en el cruce de la avenida de Desarrollo de Hankou y la plaza de Xinhua, cerca de la estación de tren de Hankou. Fue el mayor mercado mayorista de mariscos de la región de China Central Meridional. El área total de construcción del mercado era de 50 000 metros cuadrados, con un monto de inversión de casi 50 millones de yuanes y poseía más de 1000 puestos operativos.
Es conocido internacionalmente por ser el posible lugar de origen del primer brote de COVID-19, causante de la pandemia por coronavirus. El 1 de enero de 2020 fue clausurado después de que las autoridades sanitarias chinas informaran que un grupo de personas, que tenían en común su relación con el mercado, había contraído la nueva enfermedad en diciembre de 2019.

## Historial de incidentes y críticas anterior al cierre

### Baja calidad por monopolio
A mediados de julio de 2007, algunos operadores informaron que la Asociación de Camarones del Mercado Mayorista de Mariscos del Sur de China tenía el monopolio. Se dice que la asociación de la industria del camarón estipula que cada hogar informa la cantidad requerida a la Asociación de Camarones todos los días, y la Asociación de Camarones organiza el suministro y garantiza la calidad. Los hogares del camarón deben comprar los productos el mismo día y pagar la factura al día siguiente. Y obligaron a los comerciantes a unirse a la Asociación de Camarones. Como resultado, la calidad de los camarones se ha deteriorado, los precios han aumentado y el funcionamiento normal de algunos hoteles locales se ha visto afectado. Desde entonces, varios departamentos han recibido quejas de los ciudadanos. La rama industrial y comercial de Wuhan Jianghan ha participado en la investigación.
A finales de 2009 algunos ciudadanos informaron que la carne de cerdo comprada en el Mercado de Mariscos del Sur de China en el matadero Tongkou Changsheng no podía venderse en el Mercado de Mariscos del Sur de China. La gente salió a realizar protestas, incluso amenazando con cuchillos y palos. El periodista entrevistó a la oficina de gestión del Grupo líder para el sacrificio de ganado en Wuhan. La persona encargada de la oficina expresó refiriéndose al problema «esto es realmente un monopolio».

### Seguridad y vida silvestre
El 5 de agosto de 2009, se produjo un incendio en el mercado, y muchas tiendas que comerciaban productos secos sufrieron graves pérdidas. El incendio fue causado por una operación de soldadura eléctrica realizada de forma descuidada por uno de los comerciantes durante la renovación. El 29 de noviembre del mismo año, una tienda se incendió, y el personal del lugar tuvo que salir huyendo saltando por las ventanas. Una de las mujeres que escapaba sufrió una fractura vertebral en la columna lumbar.
El 30 de julio de 2013, los medios informaron que miles de camarones muertos eran servidos en puestos de comida de algunos restaurantes todos los días dentro del mercado.
El 11 de septiembre de 2017, durante el muestreo y monitoreo de productos acuáticos frescos en el enlace de operación organizado por la Administración Estatal de Alimentos y Medicamentos, se detectaron 66 lotes de muestras no calificadas para el consumo humano por su condición de protección, entre ellas, dos peces de una especie protegida en el Mercado Mayorista de Mariscos del Sur de China.
El 27 de junio de 2019, la sección de quejas del Diario del Pueblo mostraba mensajes de ciudadanos quejándose de que el Mercado Mayorista de Mariscos del Sur de China de Wuhan estaba sucio y desordenado, pero no tuvieron respuesta. En la mañana del 25 de septiembre de 2019, los diversos departamentos de Wuhan lanzaron conjuntamente una inspección especial del mercado de negocios de vida silvestre. Los agentes de la ley revisaron los documentos de aprobación y las licencias comerciales de las licencias de negocios de vida silvestre de casi ocho comerciantes uno por uno. Está estrictamente prohibido operar vida silvestre no aprobada. La persona a cargo del Mercado de Mariscos del Sur de China declaró:

Aumentaremos la inspección de los certificados de compra de los comerciantes, y una vez que descubran las operaciones comerciales ilegales, informarán a las agencias policiales lo antes posible y despejarán el mercado.

### Brotes de enfermedades
El 7 de abril de 2013, afectado por la epidemia de la Influenzavirus A subtipo H7N9, se pidió a los dirigentes del mercado que comprimieran el comercio y el envío de productos comestibles lo antes posible, pero el mercado no hizo caso a las peticiones.

## Brote de COVID-19
El 31 de diciembre de 2019 la Comisión Municipal de Salud y Sanidad de Wuhan reportó la existencia de 27 pacientes con una neumonía provocada por una enfermedad desconocida en la ciudad de Wuhan. Este grupo de pacientes había comenzado a desarrollar los primeros síntomas el 8 de diciembre y tenían en común su relación con el Mercado Mayorista de Mariscos del Sur de China de Wuhan. El mercado fue clausurado el 1 de enero de 2020 por saneamiento y desinfección ambiental.
El 1 de enero se constató que el nivel de salubridad del lugar era pésimo, pues los cadáveres y sobras de animales abundaban por doquier.
El 7 de enero las autoridades sanitarias chinas anunciaron que habían identificado la causa del brote en un nuevo virus de la familia Coronaviridae al que se denominó SARS-CoV-2. Basándose en los resultados de las investigaciones llevadas a cabo por las autoridades chinas, la Organización Mundial de la Salud (OMS) declaró en un informe del 12 de enero que «Hay pruebas bastante concluyentes de que el brote se originó por exposiciones en un mercado de carnes y pescados de la ciudad de Wuhan».